# Tavakgül Bayramov
Tavakgül Bayramov (27 giugno 1981) è un taekwondoka azero.

## Palmarès

### Mondiali di taekwondo
- Bronzo a Campionati mondiali di taekwondo 2003
- Argento a Campionati mondiali di taekwondo 2007

### Europei di taekwondo
- Bronzo a Campionati europei di taekwondo 2004
- Bronzo a Campionati europei di taekwondo 2006
- Oro a Campionati europei di taekwondo 2010